# Reptiliáni
Reptiliáni (nebo také Reptoidi) jsou fiktivní národ bytostí ještěřího vzhledu. Příběhy o nich bývají součástí sci-fi románů i pseudovědních a konspiračních teorií. Jejich definice kvůli tomu není příliš jednotná.

Umělecké ztvárnění podoby fiktivního Reptiliána v porovnání s člověkem

## Původ
Původ a život reptiliánů na Zemi bývá vysvětlován hned několika hlavními teoriemi. Podle jedné z nich jde o bytosti žijící v podzemních městech v dutinách hlubin Země. Dle některých tvrzení tam takto žijí už dlouhé miliony let. Jiné teorie je označují za bytosti příchozí z planet jiných solárních systémů. Další možností je jejich existence v jiné realitě nebo dimenzi, ze kterých mohou volně přecházet do naší reality.

## Vzhled
Údajní svědkové uvádí, že reptiliáni jsou většinou většího vzrůstu, sportovní postavy, bez srsti, bezocasí, pokrytí šupinami a odpovídající ještěří barvy ve spektru od hnědé po zelenou. Obličej pak připomíná ještěra – svislé zorničky, velké oči, plochý nos a malé nebo nezřetelné uši.

## Zastánci teorie
Prvním známým člověkem, který se reptiliány šířeji zabýval, byl v devadesátých letech John Rhodes. Vytvořil i web „Reptiloids Research Center“, který má za úkol hromadit záznamy o těchto tvorech.
Známým zastáncem reptiliánů je bývalý hlasatel sportovních zpráv pro BBC a známý konspirátor David Icke. Jedna z mnoha jeho konspiračních teorií mluví o rase s ještěří podobou, jež bývá v jeho vyjádřeních označována jako „reptiliánská“. Ta prostřednictvím kříženců ještěří a lidské rasy ovládá světový řád a to mimo jiné tím, že vytváří a kontroluje média, vlády, armády, bankovní i obchodní sektor. Za zástupce těchto kříženců přitom považuje všechnu aristokracii i vládnoucí politiky (zmiňován bývá například George Washington, George W. Bush nebo britská královna Alžběta II.). Tuto rasu také spojuje se vznikem skupiny Iluminátů a prohlašuje, že jejich cílem je ovládnout lidstvo. V roce 2016 přednášel o svých domněnkách v rámci svého turné i na konferenci pořádané v Praze.
Někteří autoři včetně Ickeho spojují reptiliány s mezopotámskými bohy Anunnaky. Odkazují přitom na dezinterpretace špatných překladů sumerských hliněných tabulek záhadologem Zechariem Sitchinem, který zmiňuje, že Anunnakové, přicházející z vesmíru z planety Nibiru, byli odlišného vzhledu než Sumerové, kteří jim měli sloužit jako otroci pro těžbu zlata. Nutno podotknout, že Anunnakové se v sumerské literatuře skutečně objevují a v době babylonské byli původně božstvy plodnosti, která vládla podsvětí.

## Reptiliáni v kultuře

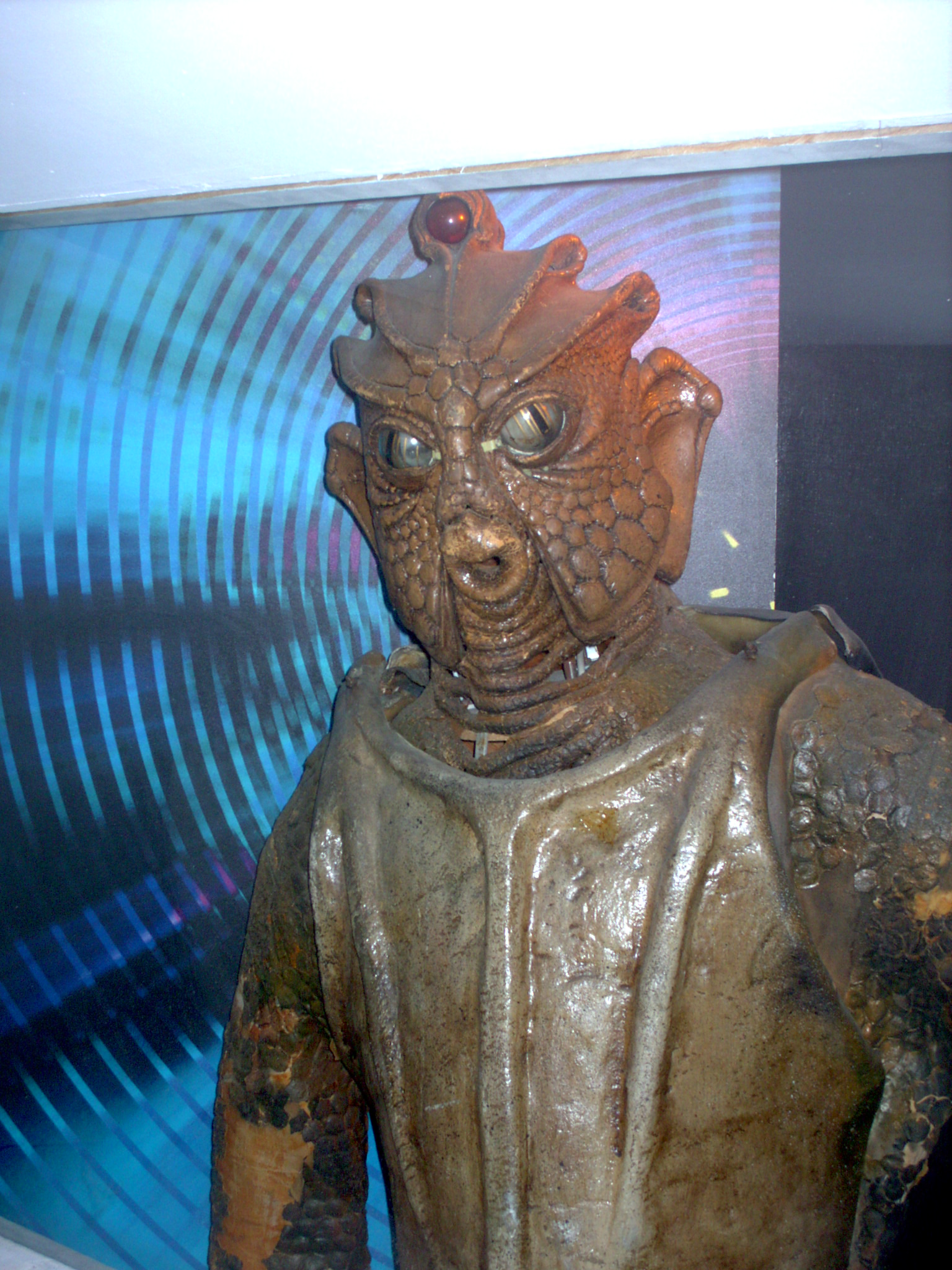
Fiktivní postava Siluariana z příběhu Petera Davidsona „Warriors of the Deep“ napsaná pro seriál Doctor Who

Reptiliáni se pravidelně objevují ve sci-fi nebo hororové literatuře i ve filmové tvorbě. V povídce Bezejmenné město se o nich zmiňuje již H. P. Lovecraft. Děj popisuje fiktivní město v poušti, které mělo být obýváno rasou ještěřího vzezření, která se před postupující pouští ukryla do hlubin Země a stále tam žije.  Národ reptiliánů žijící v hlubinách Země známý jako Siluriané se objevil například v britském sci-fi seriálu Doctor Who. Humaniodní ještěři jsou v tomto seriálu zobrazováni i ve více formách a druzích. Ještěří humanoidi se také v několika formách objevili ve sci-fi seriálech Star Trek.
Lidé ještěřího vzezření jsou také nedílnou součástí širokého spektra bytostí vytvořených pro fantasy hru na hrdiny Dungeons and Dragons a objevují se i mezi postavami v komiksech vydávaných společností Marvel.